# Eremburga Mortainska
Eremburga Mortainska (umrla 1089. god.?) bila je druga grofica Sicilije, jedna od supruga — druga po redu — grofa Rogerija I. Njezini su roditelji možda bili grofica Beatris i njezin muž, grof Robert d'Eu, ali je isto tako moguće da je bila kći grofa Vilima od Mortaina. Bila je sestra Raula, koji je donirao novac jednoj opatiji, i grofa Vilima, koji je naslijedio oca.
Malgerije, grof Troine, bio je sin Eremburge, a smatra ga se najstarijim Rogerijevim sinom rođenim u braku.
Eremburgine kćeri su bile:
- Matilda (znana i kao Konstanca ili Maksimila), žena talijanskog kralja Konrada II.[5]
- Flandina, žena Henrika del Vasta, koji je bio brat Rogerijeve treće žene Adelajde
- Judita, koja je navodno osnovala opatiju

U svezi s Eremburgom i njezinom obitelji postoji mnogo proturječnosti. Felicija Sicilska, kraljica Ugarske i Hrvatske, majka Stjepana II., možda je bila kći Eremburge. Moguće je da je njezino dijete bio i Gotfrid, grof Raguse.